# Feldpost
Feldpost (literalmente "correo de campaña" en alemán) es el nombre dado al correo militar en países de habla alemana, siendo un término utilizado en Alemania, Austria y Suiza para el servicio postal empleado por fuerzas militares en combate. Debido a su especial situación, dicho servicio emitía estampillas especiales, mayormente sin valor facial, y sin mencionar al origen de la carta o destinatario, por razones de seguridad.
El servicio postal militar, o Feldpost, se utilizó en el antiguo Reino de Prusia y copiado en otros estados alemanes desde el siglo XVIII, con el fin de establecer un medio de comuicación especial y seguro para las tropas en campaña, evitando las demoras propias del sistema postal que aún era casi un privilegio personal de los aristócratas en toda Europa. Al hacerse masivo el servicio de correos desde mediados del siglo XIX y extenderse su uso a todas las capas sociales, el gobierno de Prusia asumió el control sobre el mismo y se hizo necesario contar con una administración postal propia para las fuerzas militares.

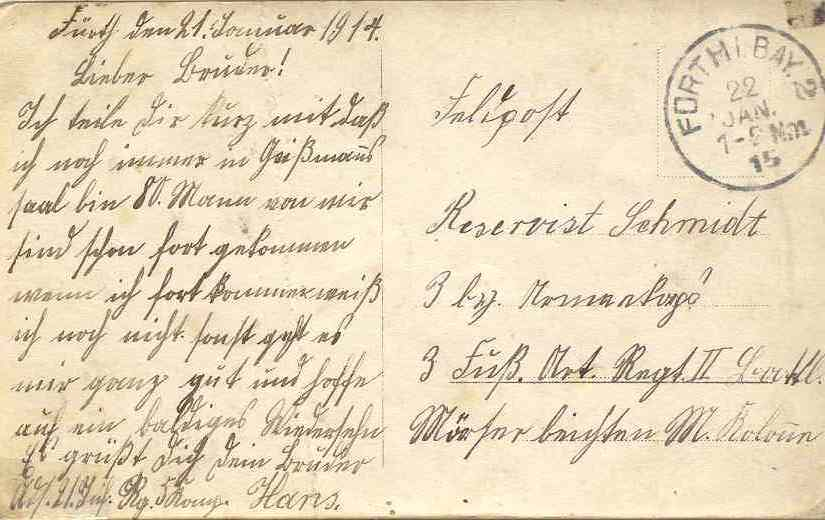
Feldpost en la Primera Guerra Mundial, carta del 22 de enero de 1915

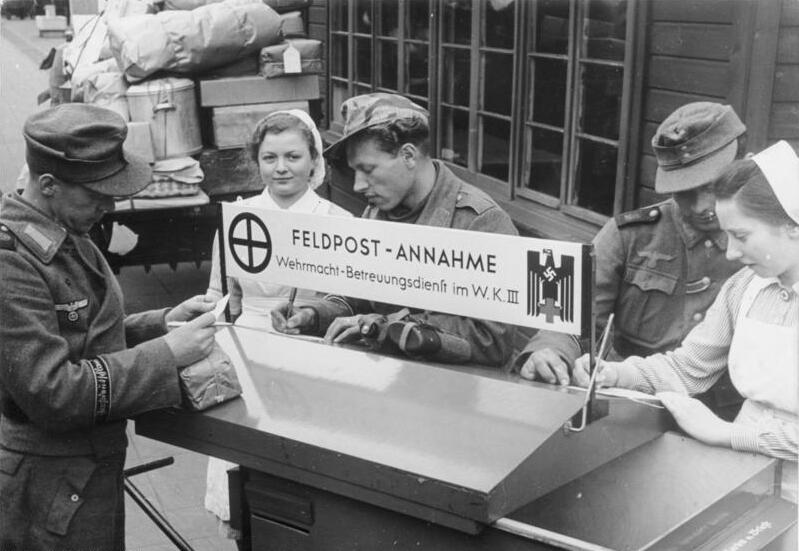
Buzón de cartas del Feldpost. Cottbus, mayo de 1944

Una vez creado el Imperio Alemán en 1871, el Feldpost continuó y se extendió su uso al Imperio Austrohúngaro, pero en los años de la Primera Guerra Mundial alcanzó mayor refinamiento, al administrar miles de cartas de soldados en dos frentes de lucha. Por seguridad, se prohibía en los matasellos toda mención del origen y destino de la carta, mientras la administración postal militar utilizaba un complejo sistema de códigos para identificar destinatarios y remitentes sobre la base de números de unidad de combate. 
En el Imperio Austrohúngaro se emitieron y usaron estampillas y marcas que denotaban su prioridad especial del Feldpost según el tipo de carta, aunque el Imperio Alemán no emitió estampillas especiales para este fin. Al terminar la contienda en 1918 el sistema Feldpost dejó de operar.
La Segunda Guerra Mundial renovó el funcionamiento del servicio Feldpost dentro de Alemania, al cual se unía ahora el correo aéreo como medio de comunicación. La extensión de las campañas de la Wehrmacht en la guerra causó que la administración del Feldpost se extendiera casi por todas las regiones de Europa bajo control nazi, fijando acuerdos con las administraciones postales de los países sometidos a la autoridad alemana, para el flujo de correspondencia entre las tropas de ocupación y Alemania. El Feldpost mantenía relaciones especiales además con los servicios postales de países aliados del Tercer Reich (como Hungría, Rumania e Italia) y de países neutrales que tuvieran ciudadanos suyos luchando en las filas alemanas (como en Suecia o España), siendo que el servicio del Feldpost el único válido para todo el personal (alemán o no) que prestase servicios bajo el mando de la Wehrmacht. 
En esta época se estableció para cada batallón de combate un código de cinco dígitos diferentes, con letras L o M para las unidades de la Luftwaffe o la Kriegsmarine, luego se gregaron las letras A, B, C, D, y E para diferenciar a cada compañía de batallón. En caso de que un civil enviase una carta al frente de combate, la carta era depositada en una oficina postal común y de allí era remitida a las sedes locales del Feldpost, en dicha sede la carta era separada de su sobre original y la administración del Feldpost le colocaba un nuevo sobre, la estampilla del Feldpost y matasellos, con el código de destino y nombre del destinatario.
El mismo procedimiento se repetía en caso de que un soldado enviase una carta a la retaguardia, prohibiéndose a un militar enviar su correspondencia mediante el correo civil: la carta era enviada en una oficina del Feldpost sin mención del remitente (sólo se indicaba el destinatario civil) y sin indicar la unidad de combate o la ubicación de esta, por motivos de seguridad. El Feldpost colocaba luego su estampilla y matasellos especial, después de ello la carta era enviada a una oficina postal civil y entregada a su destinatario civil.
Las operaciones militares alemanas en la URSS y en el Norte de África causaron que el servicio Feldpost se extendiera también a esas zonas, creándose un mecanismo de correo aéreo y de envío de paquetes desde y hacia las tropas en el frente, con tarifas especiales para paquetes de mayor tamaño. Este sistema duró hasta el fin de la Segunda Guerra Mundial en 1945, motivando la creación de matasellos especiales para ser dedicados a este servicio, y formando así una interesante variante para filatelistas. 
También hubo emisiones de estampillas específicas para la zona del frente desde donde se enviaba la carta, existiendo así emisiones de sellos para las tropas alemanas en Crimea, Creta, Túnez, o Curlandia, cuyos sellos, cartas, y matasellos hoy forman otra notable variante de estudio para la filatelia.
Actualmente las fuerzas de defensa de Alemania siguen usando el Feldpost como administración postal militar separada, pero ya no se emiten más estampillas especiales para este fin, aunque sí se emplean matasellos especiales.